# Claire l'hiver
Pour plus de détails, voir Fiche technique et Distribution.
Claire l'hiver est une comédie québécoise réalisée par Sophie Bédard Marcotte sortie en 2017. Le film met en vedette Bédard Marcotte elle-même dans le rôle de Claire, une jeune artiste visuelle qui traverse un hiver difficile alors qu'un cargo spatial défectueux menace de s'écraser sur Terre.
La film met également en vedette Samuel Brassard, Alexa-Jeanne Dubé, Micheline Lanctôt et Alex B. Martin.
Le film a été présenté en première mondiale au Festival du nouveau cinéma le 6 octobre 2017 avant sa sortie commerciale le 30 mars 2018.
Le film a été finaliste pour le Prix collégial du cinéma québécois (en) en 2019.

## Fiche technique
Source : La Distributrice de films
- Titre original : Claire l'hiver
- Titre anglais ou titre international: Winter Claire
- Réalisation : Sophie Bédard Marcotte
- Scénario : Sophie Bédard Marcotte
- Musique : Gabrielle Guénette
- Photographie : Isabelle Stachtchenko (en)
- Direction artistique : Alexandra Bégin
- Son : Bruno Bélanger
- Montage : Joël Morin-Ben Abdallah
- Production :Caroline Galipeau, Sophie Bédard-Marcotte
- Sociétés de distribution : La Distributrice de films
- Pays d'origine :  Canada ( Québec)
- Langue originale : français
- Genre : comédie dramatique
- Durée : 65 minutes
- Date de sortie :
  - Canada : 6 octobre 2017 (première mondiale au Festival du Nouveau Cinéma)
  - Canada : 30 mars 2018 (sortie en salle au Québec)

## Distribution
- Sophie Bédard Marcotte : Claire
- Samuel Brassard : Benoit
- Alexa-Jeanne Dubé : Isabelle
- Micheline Lanctôt : Mère de Claire
- Alex B. Martin : JérémieM. Belinski

## Récompenses

### Nominations
- 2019 : Finaliste, Prix collégial du cinéma québécois[7]